# Алтинтаг
Алтинта́г, Алтуньшань (кит.: 阿尔金山 — «золоті гори») — гірський хребет у Китаї. Північно-західне відгалуження гір Куньлунь, на заході Китаю, між Кашгарською і Цайдамською западинами, на південь від Лобнора і Дуньхуана. довжина становить 800 км. Формує природну межу плато Тибету з Сіньцзян-Уйгурським автономним районом і пустелею Гобі. Висоти 3 500—4 000 м, сягають найбільшої висоти 6 161 м. Схил, звернений до Тарімської западини (на півдні), крутий (перевищення висот 2 000-3 000 м), до Цайдамської (на сході ) — пологіший (500-1 000 м), прорізується наскрізною долиною — Цайдамською брамою.
Хребет був відкритий і описаний у 1876 році Н. М. Пржевальським.
За рельєфом розрізняють такі райони:
- Південно-західна частина — гірська система з скелястими хребтами Токкуздавантаг і Актаг, максимальна висота становить 6 161 м. Гори покриті вічними снігами і льодовиками.
- Центральна частина — нижча й вужча частина з переважаючими висотами 3 000-3 500 м, з формами рельєфу м'яких контурів і слабким розчленовуванням.
- Північно-східна частина — ряд коротких масивів, висота яких перевищує 5 000  м. Є невеликі льодовики.

Складаються з пісковиків і стародавніх гнейсів, кристалічних сланців, філлітів. Корисні копалини — хроміти, руди свинцю, цинку, нікелю, платини.
Клімат регіону посушливий, різко континентальний.
Річка Черчендар'я (найкрупніша в регіоні) знаходиться в південно-західній частині хребта, в центральній частині річок немає. 
Гірські степи і кам'янисті пустелі, льодовики (західна частина). В передгір'ях переважають ландшафти галечниково-щебнистих кам'янистих пустель. В долинах, що розчленовують передгір'я, росте ефедра, саксаул, тамариск, солянки. Обширні простори гір оголені. У верхньому поясі гір — гірсько-степова рослинність і альпійські луги. Ліс відсутній.
Тваринний світ небагатий (дикі яки, антилопи-пекла, куку-ямани, в південно-західній частині — антилопи-аронго).